# Mira (Vèneto)
Mira és un municipi italià, situat a la regió del Vèneto i a la ciutat metropolitana de Venècia. L'any 2006 tenia 38.202 habitants. Limita amb els municipis de Campagna Lupia, Dolo, Mirano, Pianiga, Spinea i Venècia.

## Administració
| Període | Identitat          | Partit         |
| ------- | ------------------ | -------------- |
| 2006-   | Michele Carpinetti | Centreesquerra |